# Cour des Princes

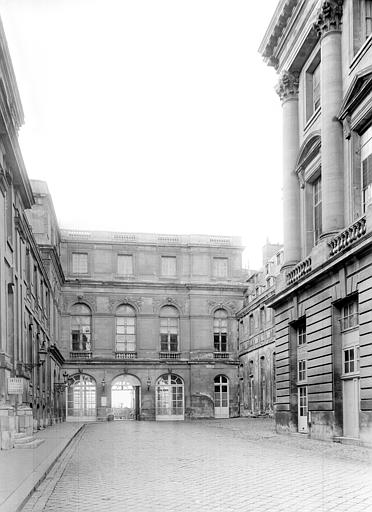
Cour des Princes

La cour des Princes est une cour du château de Versailles, en France.

## Localisation et description
La cour des Princes est située sur le côté ville du château de Versailles. Elle date de la période d’agrandissement du château par Louis XIV ; son nom est lié à l’aile des Princes, dite aile du Midi. Elle est entourée au nord par la vieille aile de 1662 prolongée par le pavillon Dufour, à l'ouest par le passage des Princes, et au sud par l'aile du Midi. Elle donne à l'est sur la cour d'Honneur.
Lors du réaménagement de 2011-16, un escalier de sortie a été construit le long de la Vieille aile. Les statues de Louis XIV et Louis XV logées sous le passage des Princes (respectivement au nord et au sud) ont été remplacées par des statues de sénateurs romains ; ces œuvres font écho à l’inscription SPQR gravée sur l’un des trophées qui surmontent l’attique côté jardin, près des deux pots à feu situés au-dessus du passage.
Entre cour et jardin, c’est au fond de la cour des Princes que Louis XIV avait installé la comédie, théâtre du château de Versailles. La salle s’étendait à l’emplacement de l’actuel passage des Princes, la scène étant située dans le bâtiment en face du nouvel escalier.